# Babeck
Babeck ist ein ZDF-Krimi-Dreiteiler von 1968, der auch als Straßenfeger bekannt wurde. Die einzelnen Teile haben eine Länge von etwa je 60 Minuten.
Der Film basiert auf einem Drehbuch von Herbert Reinecker, Regie führte Wolfgang Becker, Produzent war Helmut Ringelmann.

## Handlung
Ein junger Mann namens Manfred Krupka versucht das Verschwinden seines Vaters, des Scherenschleifers Krupka, aufzuklären. Die Spur führt dabei an den Starnberger See, an dem sein Vater das letzte Mal beim Arzt Dr. Brenner gesehen wurde. Sehr bald stellt sich heraus, dass dieser mit dem Mord zu tun hat. 
Kurz darauf wird die Leiche eines Herrn Hohmann aus Genua nach Deutschland überführt. Doch an den Tod Hohmanns, der angeblich ertrunken sein soll, glaubt seine Tochter Marianne nicht. Nachdem Dr. Brenner tot aufgefunden wird, führt die Spur auch Manfred Krupka zu Hohmanns Tochter. Immer mehr stellt sich heraus, dass Hohmanns Leiche gar nicht nach Deutschland überführt wurde, sondern durch die Leiche von Krupkas Vater ersetzt wurde. Auch Herr Weingarten, ein Verwandter Hohmanns, kann die Spuren nicht verwischen. Während sich der zuständige Kriminalkommissar als überfordert erweist, recherchiert Krupka auf eigene Faust und entgeht in der Folge mehreren Anschlägen.
Nach einigen Morden führt die Spur immer mehr zu einem gewissen Babeck, der hinter all den Taten zu stehen scheint. Marianne Hohmann und Manfred Krupka müssen dabei auch eine Reise nach Genua in Kauf nehmen, um Licht ins Dunkel zu bringen. Hier zeigt sich, dass Hohmann lebt und für Babeck arbeitet, den Boss von Waffenschmugglern, die den auf zur Fahrt nach Afrika bestimmten Frachter Calasetta schon mit Waffen beladen haben. Die Waffen sind für eine Revolution bestimmt, die von einem in einem europäischen Land lebenden afrikanischen Exilpolitiker geleitet werden soll. Krupka und Marianne können die Machenschaften der Bande aufdecken und Krupka glaubt, in einem Rollstuhlfahrer den mysteriösen Babeck persönlich vor sich zu haben. Erst ganz zum Schluss enttarnt sich Kaminsky, vordergründig Babecks „rechte Hand“ als der wahre Babeck, indem er den Rollstuhlfahrer, seinen Strohmann, erschießen lässt; der Mord wird als Selbstmord inszeniert. Doch kurz darauf wird er von dessen Tochter Susanne Stefan, Kaminskys Geliebter, selbst erschossen. Der namentlich nicht bekannte Rollstuhlfahrer war nur ein Schauspieler, der "Babecks" Rolle übernommen hatte. Die geplante Revolution findet nicht statt, da Krupka, der selbst Journalist ist, den Aufstandsplan an die internationale Presse in London lanciert hat, wodurch auch der Waffenschmuggel scheitert und alle Beteiligten einen riesigen finanziellen Verlust erleiden.

## Besonderheiten
Babeck war die zweite ZDF-Kriminaltrilogie, die mit einer Einschaltquote von über 70 % zum sogenannten Straßenfeger wurde. Teil 1 hatte 68 % Sehbeteiligung, Teil 2 75 %.
Das ZDF produzierte die Trilogie, um damit unter anderem Konkurrenz zu den erfolgreichen Durbridge-Verfilmungen der ARD zu schaffen. Curd Jürgens, der den Mann im Rollstuhl spielt, sollte ursprünglich die Hauptrolle spielen, nach einem Unfall war er aber auf einen Rollstuhl angewiesen, weshalb das Drehbuch umgeschrieben werden musste. Der Part des Herrn Weingarten war ursprünglich mit Martin Held besetzt.
Auffällig ist, dass die zuvor in der ARD gedrehten Durbridge-Verfilmungen in England spielen. Bei den ZDF-Produktionen wechseln hingegen die Standorte. Fand die Handlung von Der Tod läuft hinterher noch in England und Frankreich statt, verschob sich der Ort des Geschehens bei Babeck bereits auf Deutschland und Italien. 11 Uhr 20 spielt schließlich in der Türkei und in Tunesien. Im Jahr 1969 entstand ebenso die Produktion des ZDF-Fernsehfilms Hotel Royal, bei dessen Produktion erneut ein Großteil des Stabs und der Schauspieler tätig waren.
Alle drei Reinecker-Trilogien weisen entscheidende Parallelen auf. So führen diese den jeweiligen Ermittler (Fuchsberger bzw. Lohner) über eine Reihe verketteter Handlungsstränge in ein überraschendes, aber auch für den Ermittler nachdenkliches oder gar sinnloses Ende.
Dabei tauchen immer wieder ähnliche Charaktere auf, so z. B. Gerd Baltus in Der Tod läuft hinterher zu Siegfried Lowitz in Babeck, oder auch Friedrich Joloff in seinen drei Rollen.
Die Zusammenfassungen („Was bisher geschah“) zu Beginn des zweiten und dritten Teils können aufgrund der starken Verdichtung des Handlungsablaufs auch heute noch deutlich machen, zu welchen beckettschen Leistungen Herbert Reinecker damals fähig war.
Im zweiten Teil der Trilogie singt Senta Berger das Lied Vergiß mich, wenn Du kannst, das in instrumentaler Version auch die Titelmusik von Babeck ist. Der Titel wurde veröffentlicht auf der Sampler-CD Moonflowers & Mini Skirts des Komponisten Peter Thomas, die instrumentale Version auf der Sampler-CD Straßenfeger, Colosseum - Cinesoundz CST 80772.
Zuletzt wurde Babeck im Juni 2006 auf dem ZDFtheaterkanal gezeigt. Im November 2006 ist der Dreiteiler als DVD erschienen. Allerdings fehlen dabei die handlungsimmanenten Zusammenfassungen vor Teil 2 und Teil 3 und der originale Vorspann wurde bei Teil 2 und Teil 3 durch einen vor schwarzem Hintergrund ablaufenden Titel ersetzt.

## Episoden
1. Ein Sarg aus Genua (Deutsche Erstausstrahlung: 27. Dezember 1968 ZDF)
2. Das Geheimnis der Calasetta (Deutsche Erstausstrahlung: 28. Dezember 1968 ZDF)
3. Tödliche Geschäfte (Deutsche Erstausstrahlung: 29. Dezember 1968 ZDF)